# STS-101
STS-101 (Space Transportation System-101) var rumfærgens Atlantis 21. rumfærge-mission.
Opsendt 19. maj 2000 og vendte tilbage den 29. maj 2000.
Missionen var den tredje mission i opbygningen af Den Internationale Rumstation der endnu ikke var beboet.
En rumvandring blev udført i løbet af missionen der varede i 9 døgn.

## Besætning
- James Halsell (kaptajn)
- Scott Horowitz (pilot)
- Jeffrey Williams (1. missionsspecialist)
- James Voss (2. missionsspecialist)
- Yury Usachev (missionsspecialist) (RKA)
- Susan Helms (missionsspecialist)
- Mary Weber (missionsspecialist)

- Astronaut Jeffrey N. Williams arbejder
- Rumfærgens cockpit

Hovedartikler: